# Любов при пълнолуние
„Любов при пълнолуние“ (на испански: Amantes de luna llena) е венецуелска теленовела, излъчвана по Venevisión от 22 август 2000 г. до 26 март 2001 г.

## Сюжет
Каракас, 2000 година.
Из целия град се носят легенди за мъж, който разбива женските сърца. Разказват, че очите на този човек могат да пленят и най-непристъпната жена на света, а думите на този мъж – думи от песен на ангел, и той е много добре запознат с женското тяло. Казва се Симон Луна и е най-известния екскурзовод по Карибското крайбрежие, свикнал е да показва най-екзотичните места на Венецуела.
Това е така до пристигането на Камила Ригорес в града – красива и одухотворена жена, дъщеря на Леон Рогорес, собственик на един от най-старите и сред най-добрите хотели. Камила Ригорес се завръща в града с цел да управлява хотела и да развива туристическия бизнес в страната. Но се случва нещо непредвидено – Изабел Ригорес, по-малката сестра на Камила, се самоубива заради мъжа, в когото е влюбена. Камила решава да отмъсти за преждевременната смърт на сестра си. Виновникът за самоубийството на Изабел, мъжът в когото е била влюбена, е не друг, а Симон Луна.
Камила разработва план. Необходимо е да привлече вниманието на този „завоевател на женски сърца“. Симон Луна е впечатлен от появата на Камила Ригорес в едно от най-прекрасните места. Тя се превръща в негова спътница, а той се опитва да я завоюва. Тя започва своята смъртоносна игра с него. Симон дори и не подозира, че тя е сестра на Изабел, а за нейната трагична смърт дори не предполага. Той е заслепен от красотата на Камила. Той се влюбва в нея. Симон Луна се опитва да съблазни една от най-непристъпните жени, а тя му поставя капан. По този начин живота и на двамата се променя внезапно и за винаги.
Но тази история не е само за тази лъжа, защото в хотел „Елдорадо“, малкия свят на семейство Ригорес, се развива историята на целия филм – изпълнена с любов и раздели, които се помнят в целия град. Животът на гостите и на хората, които живеят в града се превръща в калейдоскоп от събития. Властни мъже, еманципирани жени, момичета, очакващи своята първа любов, съблазнители и красавици...
В края на краищата, хора от всички класи, чиито пътища се пресичат в хотела, се обичат и ненавиждат, обиждат и прощават един на друг. Заедно са богатството и нищетата, усмивките и сълзите. Всичко това е като конкурс, на който ще спечели най-прекрасната любовна история...

## В България
В България теленовелата е излъчена по Диема+ на 10 юли 2001 г. с български дублаж. Ролите се озвучават от артистите Милена Живкова, Силвия Русинова, Борис Чернев и Светозар Кокаланов.